# Operazione Silbertanne
L'Operazione Silbertanne, nota anche come Aktion Silbertanne o Sonderkommando Feldmeijer, dal nome del suo comandante Henk Feldmeijer, fu il nome in codice di una serie di esecuzioni commesse tra il settembre 1943 e il settembre 1944 durante l'occupazione tedesca dei Paesi Bassi. Le esecuzioni furono portate a termine da uno squadrone della morte composto sia da membri olandesi delle SS che da veterani olandesi del fronte orientale.

## Contesto storico
Dopo essere stato nominato da Hitler come "leader del popolo olandese" (Leider van het Nederlandse Volk) nel dicembre 1942, Anton Mussert fu autorizzato a formare un governo ombra olandese chiamato Gemachtigden van den Leider, che consigliò il Reichskommissar Arthur Seyss-Inquart dal 1º febbraio 1943. Esso fu composto da alcuni deputati responsabili di determinate funzioni o dipartimenti all'interno dell'amministrazione.
Il 4 febbraio 1943 il generale in pensione e Rijkscommissaris Hendrik Seyffardt, già capo del gruppo di volontari delle SS olandesi Vrijwilligerslegioen Nederland, fu annunciato dalla stampa come "vice comandante per i servizi speciali". Il gruppo di resistenza comunista CS-6 (dal nome del suo indirizzo, Corelli Street 6 ad Amsterdam), guidato dal dottor Gerrit Kastein, concluse che si sarebbe arrivati ad un governo nazionalsocialista, il quale avrebbe poi introdotto la coscrizione per consentire il reclutamento dei cittadini olandesi per il fronte orientale. In realtà i nazisti vedevano Mussert solo come uno strumento olandese di cooperazione generale; inoltre, dopo il suo incontro del dicembre 1942 con Hitler, Seyss-Inquart rassicurò Mussert che la coscrizione generale non era all'ordine del giorno. Tuttavia, il CS-6 giudico Seyffardt la persona più importante della nuova istituzione, la più adatta per un attentato, considerata la forte protezione di Mussert.
Dopo l'approvazione del governo olandese in esilio a Londra, la sera di venerdì 5 febbraio 1943 Seyffardt fu colpito due volte sulla porta di casa dallo studente Jan Verleun che aveva accompagnato il dottor Kastein in missione. Il giorno dopo Seyffardt morì in ospedale per le ferite riportate. Fu organizzata una cerimonia militare privata al Binnenhof, alla quale parteciparono i familiari e gli amici, con la presenza di Mussert, dopo di che Seyffardt fu cremato. Il 7 febbraio il CS-6 sparò al membro dell'istituto Gemachtigde voor de Volksvoorlichting H. Reydon e a sua moglie. La donna morì sul colpo, Reydon decedette il 24 agosto per le ferite riportate. La pistola usata nell'attentato fu consegnata al dottor Kastein dall'agente della Sicherheitsdienst Anton van der Waals, che, dopo averlo rintracciato grazie agli informatori, lo arrestò il 19 febbraio. Due giorni dopo Kastein si suicidò per non divulgare sotto tortura informazioni sulla resistenza olandese.

## Attività

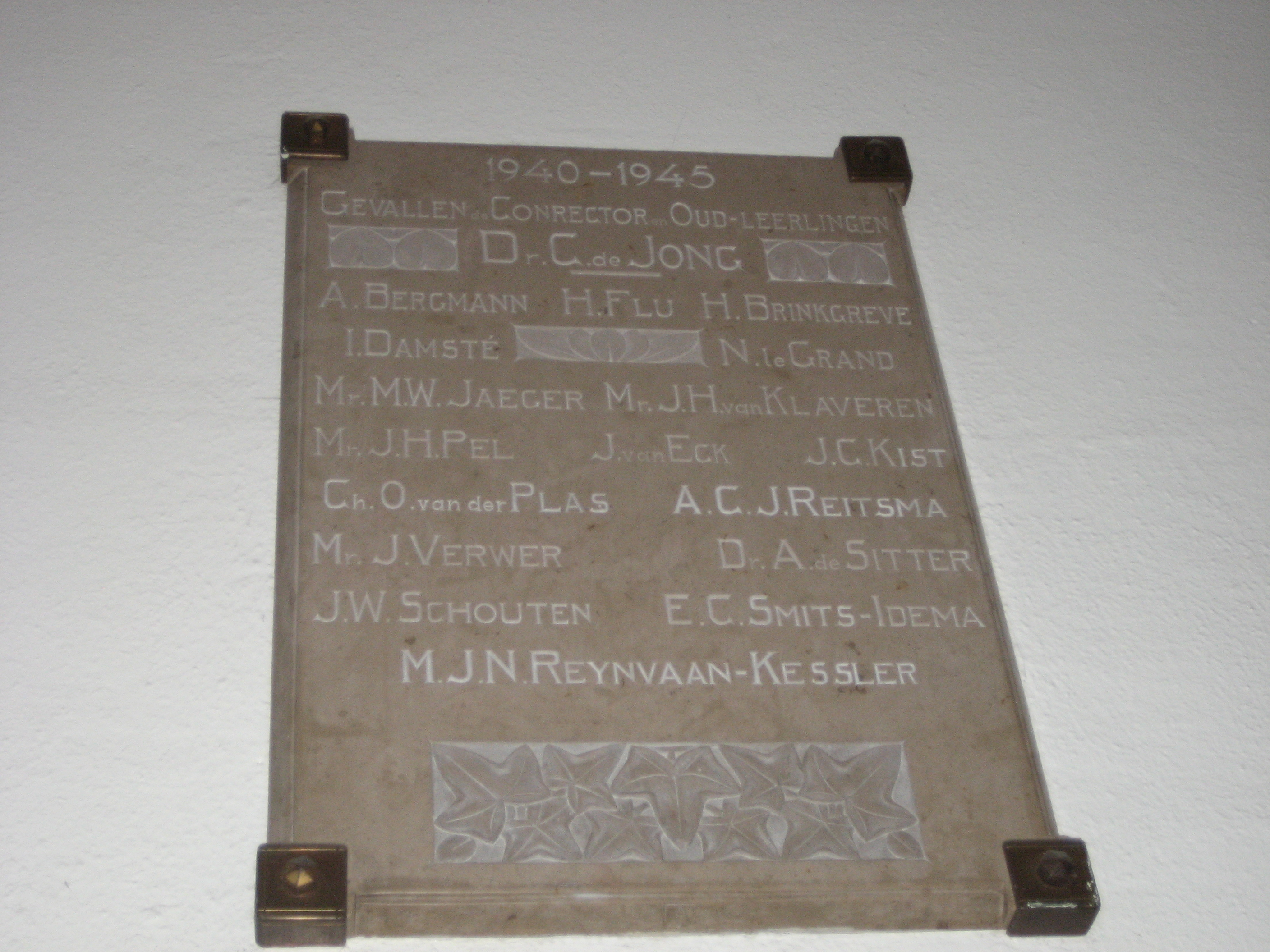
Targa nello Stedelijk Gymnasium Leiden per commemorare gli insegnanti e gli alunni morti durante la seconda guerra mondiale. Uno di questi era fu Christiaan de Jong, vittima dell'operazione Silbertanne.

La morte di Seyffardt e Reydon diede inizio all'operazione Silbertanne e portò a massicce rappresaglie naziste nei Paesi Bassi occupati, intese come punizioni per gli attacchi effettuati dalla Resistenza olandese contro i collaboratori, per lo più olandesi, e le forze di occupazione tedesche.
Il generale delle SS per i Paesi Bassi Hanns Albin Rauter diede ordine di vendicarsi assassinando i civili che si presumeva fossero in qualche modo legati alla Resistenza, o di mentalità monarchica, o patrioti olandesi, o più in generale anti-tedeschi. Inizialmente il compito di perpetrare le uccisioni fu assegnato alle squadre della morte appositamente formate, ma poi furono eseguite esclusivamente dal Sonderkommando Feldmeijer, un'unità speciale composta da 15 membri delle SS.
Rauter ordinò immediatamente l'assassinio di 50 ostaggi olandesi e una serie di incursioni nelle università olandesi. Più tardi nel corso della guerra, la Resistenza olandese attaccò l'auto di Rauter (6 marzo 1945), il che portò ad altri massacri per rappresaglia a Woeste Hoeve, dove 117 uomini furono arrestati e giustiziati sul luogo dell'imboscata, mentre altri 147 prigionieri della Gestapo furono ammazzati altrove. I primi omicidi ebbero luogo nell'autunno del 1943 a Meppel e Staphorst, e nel giro di un anno più di 54 olandesi furono assassinati o gravemente feriti. L'1-2 ottobre 1944, nel villaggio di Putten, oltre 600 uomini furono deportati nei campi per essere uccisi come rappresaglia per l'attività di resistenza nel raid di Putten. All'operazione parteciparono alcuni dei più noti criminali di guerra olandesi: Heinrich Boere, Maarten Kuiper, Sander Borgers, Klaas Carel Faber e suo fratello Pieter Johan Faber, Daniel Bernard, Lambertus van Gog.
Una delle vittime più importanti dell'operazione fu lo scrittore olandese A. M. de Jong, ucciso nell'ottobre 1943.
Mussert fu contrario all'operazione Silbertanne, e quando nell'autunno del 1944 il SS-Brigadeführer Karl Eberhard Schöngarth, capo di SiPo e SD, fu informato di questi omicidi per rappresaglia, li fermò nel settembre 1944.

## Processo
Al termine della guerra furono processati alcuni membri dello squadrone della morte e coloro che avevano impartito gli ordini. Henk Feldmeijer era stato ucciso il 22 gennaio 1945 quando la sua auto fu mitragliata da un aereo alleato. Maarten Kuiper e Pieter Johan Faber furono giustiziati nel 1948. Hanns Albin Rauter fu condannato a morte e giustiziato nel 1949. Altri, invece, riuscirono a fuggire dal paese e si nascosero fuori dai Paesi Bassi. Sander Borgers morì nel 1985 all'età di 67 anni ad Haren, in Germania. Klaas Carel Faber visse fino alla sua morte il 24 maggio 2012 nella città bavarese di Ingolstadt. (Nel luglio 2009 è stato riferito che il governo tedesco voleva perseguirlo). Daniel Bernhard morì nel 1962. Lambertus van Gog fuggì in Spagna, ma fu estradato nei Paesi Bassi nel 1978. Heinrich Boere, che viveva da decenni in Germania, il 7 luglio 2009 fu ritenuto idoneo dalla Corte d'Appello Provinciale di Colonia a essere processato per gli omicidi commessi tra il 1943 e il 1944; fu dichiarato colpevole e condannato all'ergastolo nel marzo 2010. Boere morì in un ospedale carcerario il 1º dicembre 2013.